# Белебеевский район
Белебе́евский райо́н (баш. Бәләбәй районы) — административно-территориальная единица (район) и муниципальное образование (муниципальный район) в составе Республики Башкортостан Российской Федерации.
Административный центр — город Белебей.

## География
Район расположен на западе Башкортостана, на наиболее приподнятой части Бугульминско-Белебеевской возвышенности. Площадь составляет 1869 км².
Находится в 180 км от Уфы.
В недрах района выявлены запасы нефти (Белебеевское, Аксаковское, Усень-Ивановское, Илькинское, Елизаветинское месторождения), известняков (Красно-Зарницкое, Междугорное), песка (Алексеевское, Сысуевское, Белебеевское), песчано-гравийной смеси (Тузлукушевское), кирпичного сырья (Белебеевское). Гидрографическую сеть образуют реки Ик (с притоками Усень, Ря), Дёма (с притоками Менеузом, Слаком, Курсаком) и Белая (с притоком Чермасаном). Преобладают серые и тёмно-серые лесные почвы, выщелоченные, карбонатные и типичные чернозёмы. 39 % площади района занимают леса из липы, клёна, дуба, берёзы, осины и отдельных островков сосны. В Белебеевском и Усень-Ивановском лесничествах организованы заказники по охране горицвета весеннего, ландыша майского и ботанические памятники природы (сосны 300-летние и 90—125-летние).

## История
Белебеевский уезд был образован в 1782 году на юго-западной части Уфимской губернии. После реформирования наместничества в Оренбургской губерний Белебеевский уезд с 1796 по 1865 года входил в состав Оренбургской губернии. В 1865 году Белебеевский уезд вошёл в состав вновь образованной Уфимской губернии.
14 июня 1922 года Уфимская губерния была упразднена и в 18 июля 1922 года территория Белебеевского уезда вошла в состав Белебеевского кантона Башкирской АССР. Согласно постановлению Президиума Башкирского центрального исполнительного комитета от 10 февраля 1923 года Белебеевский кантон был поделён на 17 волостей, а по декретам ВЦИК от 15 декабря 1924 года и от 14 июня 1926 года — на 19 волостей.
20 августа 1930 года Белебеевский кантон упразднён и преобразован в Белебеевский район, согласно постановлению президиума ВЦИК, было ликвидировано разделение Башкирской АССР на кантоны и образовано 48 районов.
В 2005 г. в результате административно-территориальной реформы в Республике Башкортостан в состав Белебеевского муниципального района включены город Белебей, ранее имевший статус города республиканского подчинения и посёлок Приютово, находившийся на территории Ермекеевского района, но административно относившийся к администрации Белебеевского городского совета.

## Население
| 1939     | 1959     | 1970    | 1979    | 1989    | 2002    | 2008     | 2009     | 2010     |
| -------- | -------- | ------- | ------- | ------- | ------- | -------- | -------- | -------- |
| 71 430   | ↘35 745  | ↘28 677 | ↘21 364 | ↘16 770 | ↗17 360 | ↗101 796 | ↘101 493 | ↗101 896 |
| 2012     | 2013     | 2014    | 2015    | 2016    | 2017    | 2021     |          |          |
| ↘100 848 | ↘100 055 | ↘99 320 | ↘98 751 | ↘97 906 | ↘97 459 | ↘96 731  |          |          |

Согласно прогнозу Минэкономразвития России, численность населения будет составлять:
- 2024 — 96,45 тыс. чел.
- 2035 — 92,11 тыс. чел.

### Урбанизация
В городских условиях (город Белебей и  пгт Приютово) проживают 80.28 % населения района.

### Национальный состав
Согласно Всероссийской переписи населения 2010 года: русские — 45,6 %, татары — 22,9 %, чуваши — 13,5 %, башкиры — 12 %, украинцы — 1,7 %, мордва — 1,6 %, лица других национальностей — 2,7 %.
По итогам переписи населения 2020 года проживали следующие национальности (национальности менее 0,1 % и другое см. в сноске к строке «Другие»):
| Национальность | Численность, чел. | Доля     |
| -------------- | ----------------- | -------- |
| Русские        | 46 012            | 47,57 %  |
| Татары         | 22 294            | 23,05 %  |
| Чуваши         | 11 573            | 11,96 %  |
| Башкиры        | 11 265            | 11,65 %  |
| Мордва         | 1102              | 1,14 %   |
| Украинцы       | 989               | 1,02 %   |
| Марийцы        | 739               | 0,76 %   |
| Армяне         | 293               | 0,30 %   |
| Узбеки         | 278               | 0,29 %   |
| Цыгане         | 191               | 0,20 %   |
| Удмурты        | 148               | 0,15 %   |
| Таджики        | 133               | 0,14 %   |
| Белорусы       | 105               | 0,11 %   |
| Другие         | 1609              | 1,66 %   |
| Итого          | 96 731            | 100,00 % |

### Языковой состав
Согласно Всероссийской переписи населения 2010 года родными языками населения являлись: русский — 58,5 %, 
татарский — 20,1 %, чувашский — 9,9 %, башкирский — 8,3 %.
Согласно Всероссийской переписи населения 2020 года родными языками населения являлись: русский — 55,7 %, 
татарский — 20,3 %, чувашский — 9,8 %, башкирский — 9,5 %.

## Административное деление
В Белебеевский район как административно-территориальную единицу республики входят: 1 город районного значения, 1 посёлок городского типа (рабочий посёлок) и 15 сельсоветов.
В одноимённый муниципальный район в рамках местного самоуправления входит 17 муниципальных образований, в том числе 2 городских поселения и 15 сельских поселений.
| №        | Муниципальное образование    | Административный центр                                     | Количество населённых пунктов | Население (чел.) | Площадь (км²) |
| -------- | ---------------------------- | ---------------------------------------------------------- | ----------------------------- | ---------------- | ------------- |
| 1e-06    | Городские поселения:         |                                                            |                               |                  |               |
| 1        | город Белебей                | город Белебей                                              | 1                             | →59 123          | 44,03         |
| 2        | Приютовский поссовет         | посёлок городского типа Приютово                           | 1                             | ↘19 653          | 11,57         |
| 2.000002 | Сельские поселения           |                                                            |                               |                  |               |
| 3        | Аксаковский сельсовет        | село Аксаково                                              | 2                             | ↗3853            | 7,52          |
| 4        | Анновский сельсовет          | село Анновка                                               | 5                             | ↘841             | 145,06        |
| 5        | Баженовский сельсовет        | село Баженово                                              | 4                             | ↘1145            | 81,46         |
| 6        | Донской сельсовет            | деревня Пахарь                                             | 8                             | ↘734             | 111,58        |
| 7        | Ермолкинский сельсовет       | село Ермолкино                                             | 9                             | ↘1332            | 213,94        |
| 8        | Знаменский сельсовет         | село Знаменка                                              | 5                             | ↘2107            | 147,57        |
| 9        | Максим-Горьковский сельсовет | село Центральной усадьбы племзавода имени Максима Горького | 5                             | ↗1788            | 92,09         |
| 10       | Малиновский сельсовет        | деревня Малиновка                                          | 14                            | ↘984             | 159,37        |
| 11       | Метевбашевский сельсовет     | село Метевбаш                                              | 3                             | ↘917             | 128,60        |
| 12       | Рассветовский сельсовет      | деревня Алексеевка                                         | 6                             | ↘1028            | 129,36        |
| 13       | Семенкинский сельсовет       | село Старосеменкино                                        | 4                             | ↘673             | 58,11         |
| 14       | Слакбашевский сельсовет      | село Слакбаш                                               | 4                             | ↘595             | 56,84         |
| 15       | Тузлукушевский сельсовет     | село Тузлукуш                                              | 8                             | ↘639             | 77,61         |
| 16       | Усень-Ивановский сельсовет   | село Усень-Ивановское                                      | 7                             | ↘1167            | 351,51        |
| 17       | Шаровский сельсовет          | деревня Шаровка                                            | 4                             | ↗880             | 96,10         |

### Населённые пункты
| №  | Населённый пункт                                      | Тип                           | Население | Муниципальное образование    |
| -- | ----------------------------------------------------- | ----------------------------- | --------- | ---------------------------- |
| 1  | Аделькино                                             | село                          | ↘304      | Ермолкинский сельсовет       |
| 2  | Азекеево                                              | деревня                       | ↘15       | Тузлукушевский сельсовет     |
| 3  | Акбасар                                               | деревня                       | ↗149      | Метевбашевский сельсовет     |
| 4  | Аккаин                                                | деревня                       | ↘149      | Метевбашевский сельсовет     |
| 5  | Аксаково                                              | село                          | ↘3040     | Аксаковский сельсовет        |
| 6  | Алексеевка                                            | деревня                       | ↘575      | Рассветовский сельсовет      |
| 7  | Анненково                                             | деревня                       | ↘23       | Донской сельсовет            |
| 8  | Анновка                                               | село                          | ↘325      | Анновский сельсовет          |
| 9  | Баженово                                              | село                          | ↘1120     | Баженовский сельсовет        |
| 10 | Баймурзино                                            | деревня                       | ↗409      | Ермолкинский сельсовет       |
| 11 | Байрак                                                | деревня                       | ↘12       | Тузлукушевский сельсовет     |
| 12 | Белебей                                               | город, административный центр | ↘58 615   | город Белебей                |
| 13 | Берёзовка                                             | деревня                       | ↘4        | Знаменский сельсовет         |
| 14 | Брик-Алга                                             | деревня                       | ↗50       | Малиновский сельсовет        |
| 15 | Булановка                                             | деревня                       | ↗409      | Шаровский сельсовет          |
| 16 | Веровка                                               | село                          | ↗357      | Усень-Ивановский сельсовет   |
| 17 | Верхнеермолги                                         | деревня                       | →10       | Ермолкинский сельсовет       |
| 18 | Весёлая Роща                                          | деревня                       | ↘73       | Малиновский сельсовет        |
| 19 | Глуховская                                            | село станции                  | ↘93       | Шаровский сельсовет          |
| 20 | Глуховского                                           | село санатория                | ↗657      | Максим-Горьковский сельсовет |
| 21 | Гусаркино                                             | деревня                       | ↗44       | Семенкинский сельсовет       |
| 22 | Деревня разъезда Максютово                            | деревня разъезда              | ↘20       | Донской сельсовет            |
| 23 | Деревня разъезда Рябаш                                | деревня разъезда              | ↗47       | Малиновский сельсовет        |
| 24 | Дурасово                                              | деревня                       | →5        | Рассветовский сельсовет      |
| 25 | Екатериновка                                          | деревня                       | ↗122      | Баженовский сельсовет        |
| 26 | Елизаветино                                           | село                          | ↘0        | Ермолкинский сельсовет       |
| 27 | Ермолкино                                             | село                          | ↗625      | Ермолкинский сельсовет       |
| 28 | Заовражье                                             | деревня                       | ↘0        | Максим-Горьковский сельсовет |
| 29 | Знаменка                                              | село                          | ↘1879     | Знаменский сельсовет         |
| 30 | Ик-Вершина                                            | деревня                       | ↗18       | Малиновский сельсовет        |
| 31 | Илькино                                               | деревня                       | ↗417      | Анновский сельсовет          |
| 32 | Ирек                                                  | деревня                       | ↘86       | Тузлукушевский сельсовет     |
| 33 | Исмагилово                                            | деревня                       | ↘105      | Тузлукушевский сельсовет     |
| 34 | Казанлытамак                                          | деревня                       | ↘133      | Донской сельсовет            |
| 35 | Каин-Елга                                             | деревня                       | ↘91       | Тузлукушевский сельсовет     |
| 36 | Канаш                                                 | деревня                       | ↘44       | Слакбашевский сельсовет      |
| 37 | Кирилловка                                            | деревня                       | ↗211      | Рассветовский сельсовет      |
| 38 | Ключевка                                              | деревня                       | ↗21       | Семенкинский сельсовет       |
| 39 | Красная Заря                                          | деревня                       | ↘39       | Усень-Ивановский сельсовет   |
| 40 | Красноречка                                           | деревня                       | ↘5        | Анновский сельсовет          |
| 41 | Краснояр                                              | деревня                       | ↗94       | Слакбашевский сельсовет      |
| 42 | Кум-Косяк                                             | деревня                       | ↘41       | Малиновский сельсовет        |
| 43 | Куш-Елга                                              | деревня                       | ↗37       | Тузлукушевский сельсовет     |
| 44 | Максютово                                             | деревня                       | ↘0        | Донской сельсовет            |
| 45 | Малиновка                                             | деревня                       | ↘440      | Малиновский сельсовет        |
| 46 | Малоалександровка                                     | село                          | ↗267      | Ермолкинский сельсовет       |
| 47 | Мартыново                                             | деревня                       | ↘21       | Баженовский сельсовет        |
| 48 | Междугорное                                           | деревня                       | →1        | Донской сельсовет            |
| 49 | Метевбаш                                              | село                          | ↗789      | Метевбашевский сельсовет     |
| 50 | Михайловский                                          | деревня                       | ↗6        | Ермолкинский сельсовет       |
| 51 | Моховое Болото                                        | деревня                       | ↘0        | Рассветовский сельсовет      |
| 52 | Мочилки                                               | деревня                       | ↘113      | Знаменский сельсовет         |
| 53 | Надеждино                                             | село                          | ↗701      | Аксаковский сельсовет        |
| 54 | Новая Деревня                                         | деревня                       | ↘17       | Ермолкинский сельсовет       |
| 55 | Новоказанка                                           | деревня                       | ↘52       | Знаменский сельсовет         |
| 56 | Новониколаевка                                        | деревня                       | ↗54       | Баженовский сельсовет        |
| 57 | Новосараево                                           | деревня                       | ↘237      | Знаменский сельсовет         |
| 58 | Новосеменкино                                         | село                          | ↗295      | Семенкинский сельсовет       |
| 59 | Орловка                                               | деревня                       | ↗4        | Анновский сельсовет          |
| 60 | Парафеевка                                            | деревня                       | ↗40       | Малиновский сельсовет        |
| 61 | Пахарь                                                | деревня                       | ↘414      | Донской сельсовет            |
| 62 | Подлесное                                             | деревня                       | ↗138      | Донской сельсовет            |
| 63 | Покровка                                              | деревня                       | ↘4        | Усень-Ивановский сельсовет   |
| 64 | Приютово                                              | посёлок городского типа       | ↘19 038   | Приютовский поссовет         |
| 65 | Пыжьяновский                                          | деревня                       | →3        | Усень-Ивановский сельсовет   |
| 66 | Рассвет                                               | деревня                       | ↘277      | Рассветовский сельсовет      |
| 67 | Репьевка                                              | деревня                       | ↗29       | Тузлукушевский сельсовет     |
| 68 | Родники                                               | деревня                       | ↗259      | Малиновский сельсовет        |
| 69 | Русская Швейцария                                     | деревня                       | ↘225      | Максим-Горьковский сельсовет |
| 70 | Савкино                                               | деревня                       | ↘57       | Ермолкинский сельсовет       |
| 71 | Светловка                                             | деревня                       | ↗38       | Рассветовский сельсовет      |
| 72 | Свобода                                               | деревня                       | ↘48       | Малиновский сельсовет        |
| 73 | Сердюки                                               | деревня                       | ↘2        | Малиновский сельсовет        |
| 74 | Сиушка                                                | деревня                       | ↗140      | Донской сельсовет            |
| 75 | Скобелевка                                            | деревня                       | ↘114      | Малиновский сельсовет        |
| 76 | Слакбаш                                               | село                          | ↘551      | Слакбашевский сельсовет      |
| 77 | Сосновый Бор                                          | деревня                       | ↘90       | Усень-Ивановский сельсовет   |
| 78 | Старосеменкино                                        | село                          | ↗437      | Семенкинский сельсовет       |
| 79 | Тузлукуш                                              | село                          | ↘355      | Тузлукушевский сельсовет     |
| 80 | Усень-Ивановское                                      | село                          | ↘882      | Усень-Ивановский сельсовет   |
| 81 | Утейка                                                | деревня                       | ↘86       | Максим-Горьковский сельсовет |
| 82 | Фёдоровка                                             | деревня                       | ↘3        | Малиновский сельсовет        |
| 83 | Центральной усадьбы племзавода имени Максима Горького | село                          | ↘993      | Максим-Горьковский сельсовет |
| 84 | Чеганлы                                               | деревня                       | ↘148      | Анновский сельсовет          |
| 85 | Чермасан                                              | деревня                       | ↗19       | Усень-Ивановский сельсовет   |
| 86 | Чубукаран                                             | деревня                       | ↘25       | Слакбашевский сельсовет      |
| 87 | Чубукаран                                             | деревня                       | ↘104      | Шаровский сельсовет          |
| 88 | Шаровка                                               | деревня                       | ↘365      | Шаровский сельсовет          |
| 89 | Шелканово                                             | деревня                       | ↘11       | Малиновский сельсовет        |
| 90 | Янги-Кюч                                              | деревня                       | ↘14       | Малиновский сельсовет        |

### Упразднённые населённые пункты
- 1432 км
- Вознесенка
- Деревня электроподстанции
- Дмитриевка

| - Крыкнарат - Малобелебейка - Малоприютово - Мелеуз | - Посёлок Плодопитомника - Посёлок участка горместпрома - Привольный - Топкий Ключ |

## Экономика
Сельскохозяйственная специализация района: зерновое хозяйство, молочно-мясное скотоводство, свиноводство, птицеводство. Промышленные предприятия размещены в районном центре (см. статью Белебей). Территорию района пересекают железная дорога Москва — Самара — Уфа — Челябинск и автодорога Аксаково — Туймазы.

## Социальная сфера
В сельской местности района находится 36 общеобразовательных школ, в том числе 15 средних, 24 массовых библиотеки, 42 клубных учреждения, 3 больницы. О социальной сфере  городской местности см. статьи Белебей и Приютово.